# Murtoselkä (sjö i Norra Savolax)
Murtoselkä är en del av sjön Pielavesi i Finland.   Den ligger i landskapet Norra Savolax, i den centrala delen av landet, 300 km norr om huvudstaden Helsingfors. Murtoselkä ligger 96 meter över havet.